# 东京女子医科大学医院
东京女子医科大学医院（英語：Tokyo Women's Medical University Hospital；〔〕／ Tokyo Joshi ika Daigaku byōin）是日本的一家医院，位于东京都新宿区河田町。

## 历史
- 1908年，东京女子医科大学医院的前身——东京女医学校附属医院正式成立。
- 1912年，东京女医学校附属医院更名为东京女子医学专门学校医院。
- 1952年，东京女子医学专门学校医院更名为东京女子医科大学医院。
- 1994年，该医院被日本厚生省（现为日本厚生劳动省）评为“特定功能医院”。
- 2002年，因为一场医患事件（即东京女子医大事件（日语：東京女子医大事件）），所以该医院持有的“特定功能医院”（由日本厚生劳动省提供）的称号被取消。
- 2003年，该医院综合外来中心正式启用。
- 2007年，该医院被日本厚生劳动省重新评为“特定功能医院”。
- 2009年，该医院第一住院大楼正式启用。
- 2010年，该医院被评为“东京灾难医疗救援队（日语：東京DMAT）指定医院”。
- 2015年6月1日，因为一场医患事件（即东京女子医大事件（日语：東京女子医大事件）），所以该医院持有的“特定功能医院”（由日本厚生劳动省提供）的称号被取消，“癌诊疗联合据点医院（日语：がん診療連携拠点病院）”作不更新处理。[1][2][3][4][5]。

## 画廊

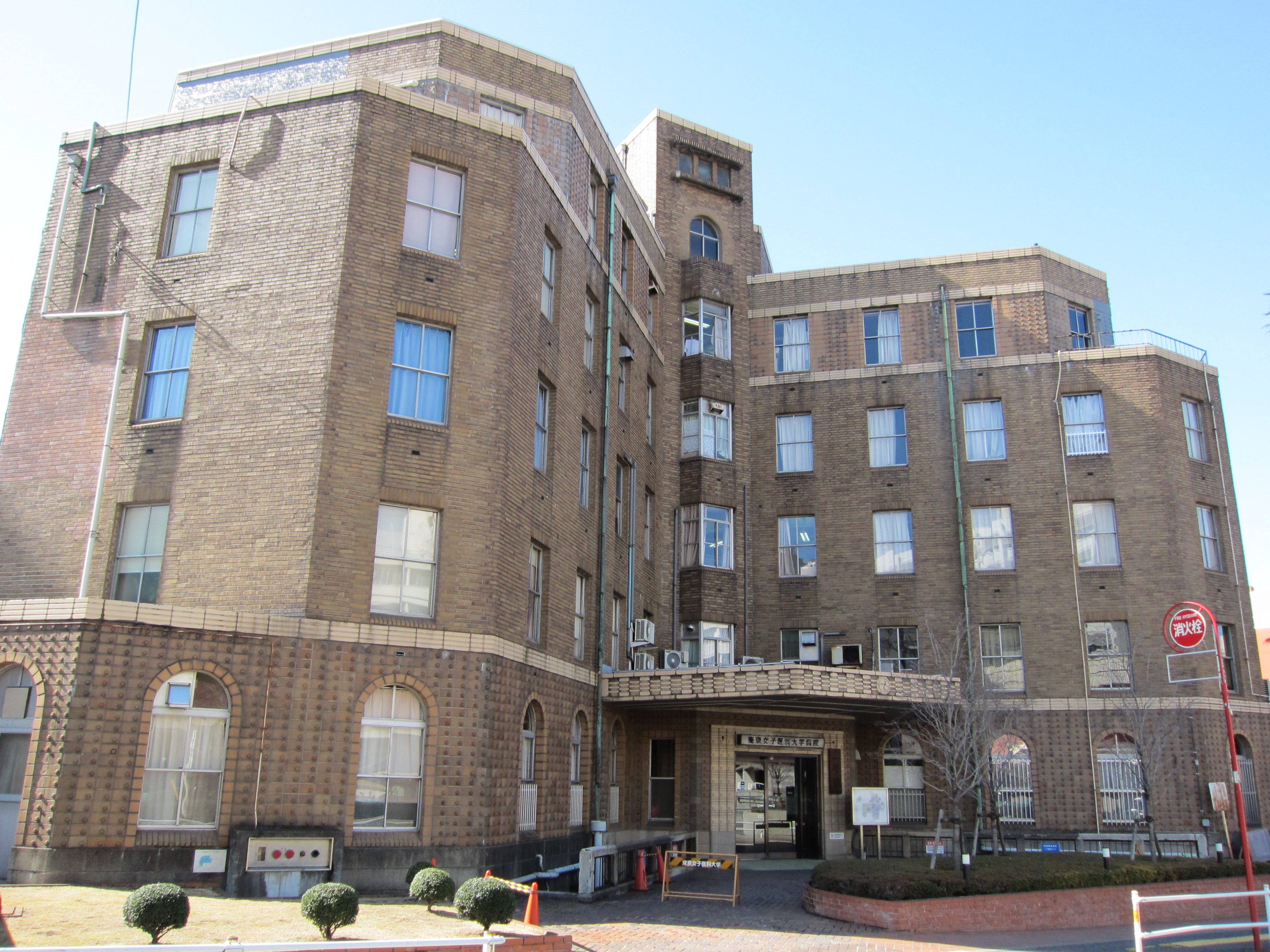
东京女子医科大学医院一号馆
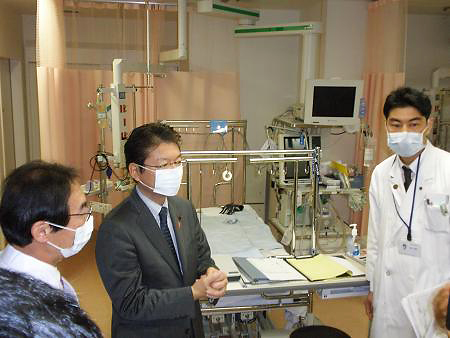
2009年12月3日，時任厚生劳动大臣长妻昭前往医院视察
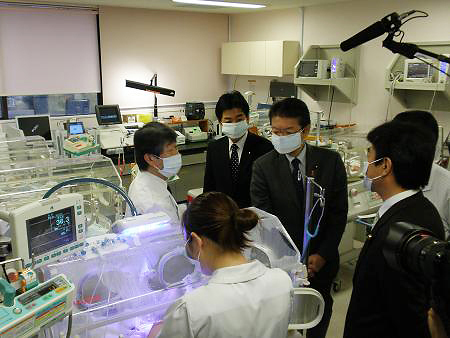
2009年12月3日，长妻昭及著名医师足力信也前往医院视察
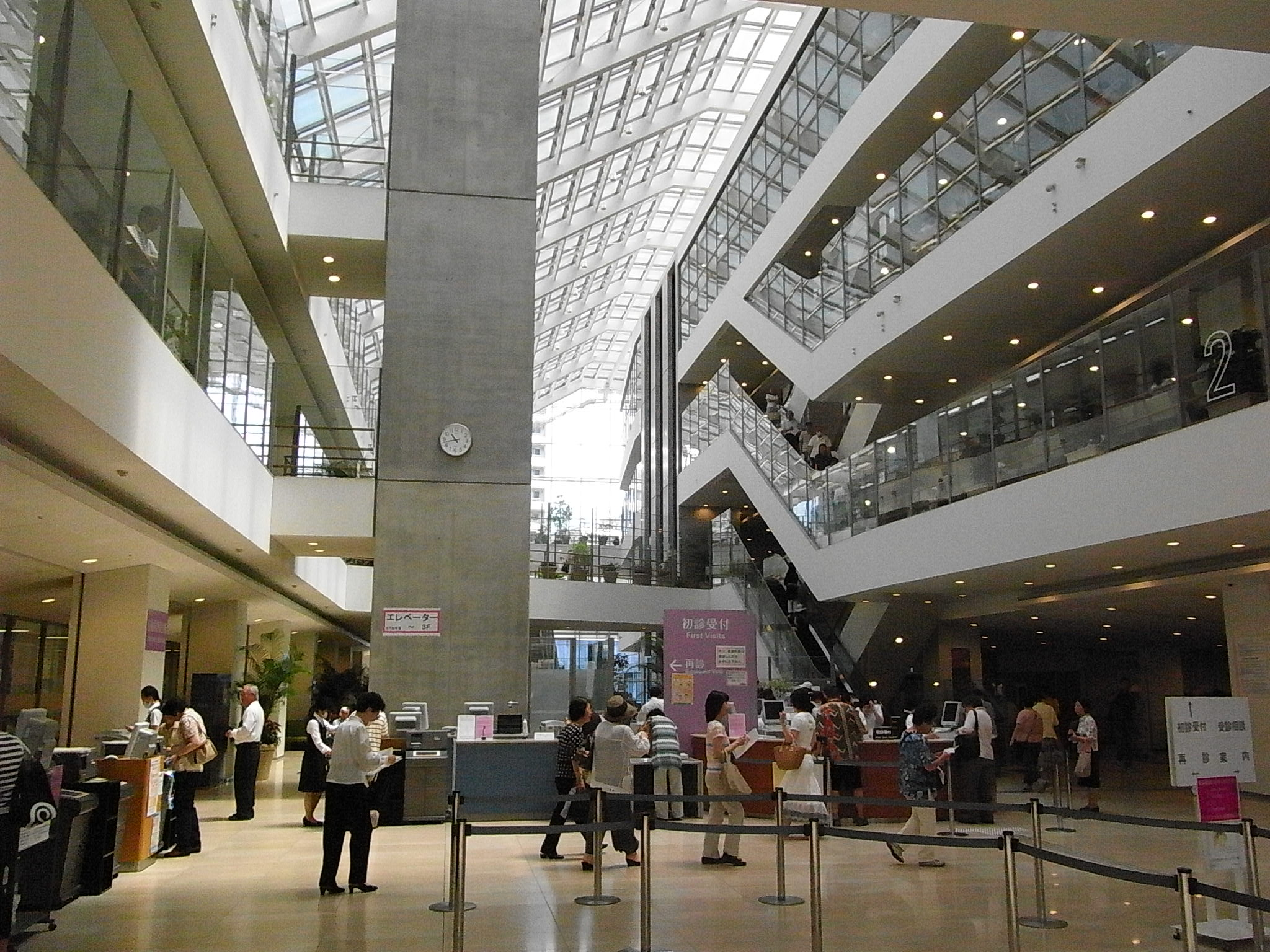
综合門診中心一楼（2009年7月15日拍摄）